# Kethel en Spaland
Kethel en Spaland est une ancienne seigneurie et une ancienne commune néerlandaise de la province de la Hollande-Méridionale, située au nord de Schiedam.
La commune était constituée du village de Kethel et du hameau de Spaland, ainsi que plusieurs polders. En 1812, la commune absorbe la commune voisine d'Oud- en Nieuw-Mathenesse, rétablie dès 1817.
En 1840, la commune comptait 123 maisons et 812 habitants, dont 264 à Kethel et 67 à Spaland. En 1855, la commune de Nieuwland, Kortland en 's-Graveland est rattachée à Kethel en Spaland.
Le 1er août 1941, la commune est supprimée et rattachée à la commune de Schiedam, dont Kethel et Spaland forment désormais deux quartiers.

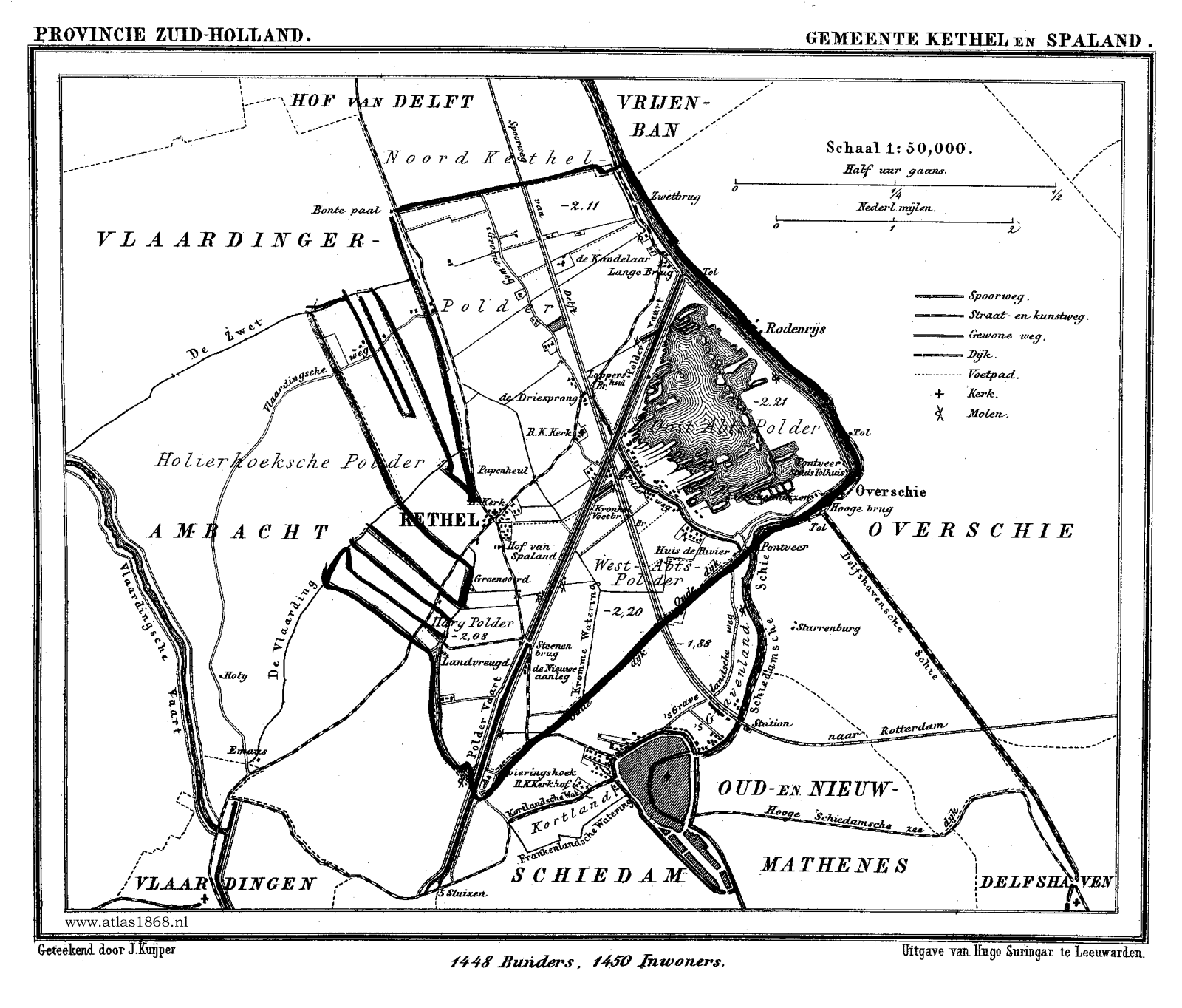
Carte de Kethel.